# Tiffany Andrade Roche
Tiffany Denise Andrade Roche là người giữ danh hiệu người mẫu và cuộc thi, sinh ra ở Caracas, Venezuela vào ngày 11 tháng 2 năm 1989. Cô là thí sinh của Ford Model "Siêu mẫu Venezuela 2007", cuộc thi được tổ chức tại Caracas vào ngày 22 tháng 11 năm 2007  Andrade được đại diện cho bang Yaracuy trong cuộc thi Hoa hậu Venezuela 2008, vào ngày 10 tháng 9 năm 2008.